# Lars & Maxim
Lars & Maxim är en tecknad serie av Axl Lindblom vars handling tilldrar sig någonstans i Stockholms förorter. Berättelsen vävs runt de mer oglamorösa aspekterna av en sambotillvaro, och handlar nästan uteslutande om hur svårt det är att kommunicera (trots ett djuriskt hörselsinne). I fablernas förrädiska geografi lurar dock mer än diskbänksrealistiska hinderbanor, världen är full av fiender och mystiska undergångssekter. Lars & Maxim får ta till vapen mot såväl återfallsförbrytare, frukthandlare, pensionärer, kampsportare som kommungubbar och höns: hela kostcirkeln av förgörare. Den eviga kampen mellan ont och gott kokas ner till ett serialiserat världsdrama för en äventyrslysten publik.

## Huvudkaraktärer
I persongalleriet trängs följande:
Maxim  är en högljudd representant från djurriket som gärna utmanar akustiken i det offentliga rummet. Han är aldrig sen att förkasta vare sig idé eller person, skulle de inte falla rätt på läppen.
Lars   är Maxims förnuftige vapendragare (och ofrivillige måltavla). Trots att han ständigt är iklädd MC-hjälm tror han det bästa om människor.
Efraim är en golem från Döda havet vars klena intellekt ryms inuti en massiv kroppshydda. Även om han inte excellerar i pratbubblorna har han ett hjärta av guld (eller sannolikt lera)
Kellgren är anglicismernas brinnande buske, och aldrig för blyg för att ge sina vänner input hur de borde leva sina liv. Han är ytterst förtjust i att tala om sitt stolta förvärvsarbete.
Bengt  är Maxims kusin, och väl benägen att "förstärka" biografiska fakta. Det vilar ett bedrägligt skimmer av oskuldsfullhet över Bengt, vars främsta prioritet i alla lägen är det egna välbefinnandet.
Zykorax är Kellgrens flickvän. Sin djupt konservativa övertygelse till trots beundrar hon Galileo och Emily Dickinson. I själva verket är hennes blyga framtoning en fasad för ett lyhört intellekt.
Anckarström är en hankatt som gillar sitt privatliv, men som på grund av girighet och nyfikenet dragits in i sfären runt Lars och Maxim.
Erasmus är en kaktus vars hälsa och välbefinnande är starkt betingat av tillgången till vatten och kärlek. Hans äventyrliga läggning får långtifrån fritt spelrum i nuvarande möblering.
Kuzu är Lars&Maxim-sagans humunculusgestalt. Som utbytesstudent från en främmande världsdel är han i Sverige för att lyfta sina horisonter och samtidigt vara en god ambassadör. Kuzus gastronomiska nyfikenhet gör dessutom utlandsäventyret än rikare.
Cyrano skulle under bättre omständigheter vara en ohämmad livsnjutare, men tvingas istället utforska sina egna tillkortakommanden. Lars och Maxim har aldrig kunnat enas om vem som egentligen är vän med Cyrano.
Engelbrektsson drabbar Lars & Maxim med jämna mellanrum. Hans sinne är rejält urspårat och oscillerar från de resligaste platåskor till de djupaste avgrunder. Engelbrektsson har kallats "en metrosexuell Edgar Allan Poe."